# Chameleon Run
Chameleon Run je mobilní hra z roku 2016. Vytvořilo ji pražské studio Hyperbolic Magnetism.
Prototyp hry vznikl na Ludum Dare. Když však autor viděl, kolik kopií a „klonů“ daného prototypu následně vzniklo, rozhodl se z prototypu udělat plnohodnotnou hru. Hra vyšla 7. dubna 2016.

## Hratelnost
Chameleon Run je infinite runner plošinovka. Hráč ovládá panáčka, který neustále běží doprava. Cílem je dostat se na konec levelu a nedotknout se přitom objektu, který je jiné barvy než panáček. Hráč může měnit barvu mezi fialovou a žlutou. Hráč také může získat 3 trofeje v každém levelu – za posbírání všech kuliček, za posbírání všech krystalů a průchod levelu bez změny barvy.

## Přijetí
Hra byla pozitivně přijata recenzenty.